# Hintzen
Hintzen is een uit Jeringhave (Oldenburg) afkomstige familie.

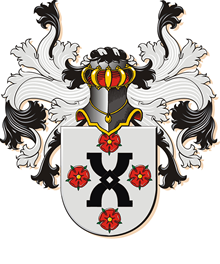
het familiewapen

## Geschiedenis
De bewezen stamreeks begint met Albert Friedrich Hinssen die vermeld wordt als "zu Jürgenhove". Zijn betachterkleinzoon Herman Christian Hintzen (1768-1855) werd planter op Berbice, trouwde met een Amsterdamse en werd de stamvader van de Nederlandse tak. Diens zoon Heinrich Christian Hintzen (1814-1853) werd tabakskoopman en lid van de firma Wüste & Hintzen te Amsterdam. Diens jongste zoon werd Tweede Kamerlid en Rotterdams bankier en bestuurder. Meer leden van het geslacht werden bankier, anderen kunstenaar.
Het geslacht werd in 1925 opgenomen in het Nederland's Patriciaat; heropname volgde in 2005.

## Enkele telgen
Heinrich Christian Hintzen (1814-1853), tabakskoopman
- Hendrich Carl Hintzen (1844-1911), tabakskoopman
  - Johanna Emilie Hintzen (1873-1951); trouwde in 1925 met prof. dr. Alexander Willem Byvanck (1884-1970), classicus en archeoloog
- Dr. George Hermann Hintzen (1851-1932), Tweede Kamerlid en wethouder van Rotterdam, bankier
  - Dr. Johanna Dorina Hintzen (1889-1969), directeur van het Lichtbeelden Instituut
  - Mr. Herman Carel Hintzen (1892-1964), bankier
    - Mr. George Herman Hintzen (1920), advocaat en bankier
      - Carolina Johanna Jacoba (Roline) Hintzen (1952-2024); trouwde in 1977 met Christian Graf zu Castell-Rüdenhausen (1952-2010), bankier en verzekeraar, lid van de familie Castell en bewoner van kasteel Twickel
      - Prof. dr. Rogier Quinten Hintzen (1963-2019), hoogleraar multiple sclerose (MS) en neuro-immunologie van het centrale zenuwstelsel, directeur en oprichter van ErasMS, het MS-centrum van het Erasmus Medisch Centrum in Rotterdam.

    - Robert Frans Hintzen (1922-1982), beeldend kunstenaar
      - Elbrich Lilian Hintzen (1959-1999), beeldend kunstenares

    - Peter Hintzen (1928-1996), journalist en schrijver, voorman Morele herbewapening; trouwde in 1963 met Digna Philips (1930-2018), dochter van Frits Philips

  - Dora Hintzen (1893-1975); trouwde in 1915 met ir. Sybold van Ravesteyn (1889-1983), architect

Geslachten die opgenomen zijn in het sinds 1910 verschijnende genealogische naslagwerk Nederland's Patriciaat. Lijst volgens opgave van het CBG Centrum voor familiegeschiedenis.
A · B · C · D · E · F · G · H · I · J · K · L · M · N · O · P · Q · R · S · T · U · V · W · Y · Z